# Biberbach (Germania)
Biberbach è un comune tedesco di 3 461 abitanti, situato nel land della Baviera.